# Château de Schwarzenberg (Alsace)
Ne doit pas être confondu avec Château de Schwarzenberg ou Château de Schwarzenburg.
Le château de Schwarzenberg, parfois aussi improprement appelé Schwarzenbourg, est un château-fort en ruines situé à la limite entre les communes de Griesbach-au-Val et Munster, dans le département du Haut-Rhin.
Le château a été construit en 1261 par la famille de Hohengeroldseck sur les terres de l’abbaye de Munster, afin de contrôler celle-ci. Rénové et adapté à l’artillerie entre 1496 et 1500, il est progressivement abandonné au XVIIe siècle, avant d’être détruit par les Français en 1673. Il sert par la suite au XIXe siècle de ruine romantique dans un grand parc à l’anglaise crée par la famille d’industriels Hartmann, puis, Pendant la Première Guerre mondiale il est fortifié par les Allemands qui y construisent des abris et un observatoire d’artillerie. 

## Situation
Le château de Schwarzenberg est construit sur un promontoire rocheux localisé exactement sur la frontière entre le territoire de la commune de Munster, au nord-ouest, et celle Griesbach-au-Val, au sud-est. Cet emplacement offre un point de vue privilégié sur l’entrée de la vallée en direction de la plaine d'Alsace et de la ville de Turckheim à une douzaine de kilomètres de là. Il constituait par ailleurs au XVe siècle l’extrémité sud de la « Hag », une fortification rudimentaire constituée d’un fossé et d’un talus coiffé d’une haie, qui barrait la vallée sur toute sa largeur.
Le château est construit à l’extrémité de la crête, avec pour conséquence que celle-ci le domine au sud, obligeant les bâtisseurs à tailler de ce côté un imposant fossé dans le rocher. Cette disposition a néanmoins pour avantage d’offrir une excellente protection à l’est et au nord, les murs se trouvant là au droit d’une pente particulièrement raide.

## Histoire

### Moyen Âge
Le moment et le contexte de la construction du château de Schwarzenberg sont bien connus : en 1260, Walter de Geroldseck obtient de Richard de Cornouailles le droit de gérer les domaines d’Empire du bailliage d’Alsace et il en profite pour confier des charges à divers membres de sa famille, dont celle d’avoué de l’abbaye de Munster. La gestion de celle-ci étant cependant revendiquée par l’évêque de Bâle, les Hohengeroldseck cherchent à s’en assurer le contrôle en débutant au printemps 1261 la construction d’un château à proximité. Ce château étant situé à moitié sur les terres de l’abbaye, celle-ci proteste à au moins deux reprises, le 21 avril et le 2 mai 1261, pour demander l’arrêt de cette construction illégale, mais les travaux se poursuivent à bon train. La roue tourne cependant rapidement pour les Hohengeroldseck : en novembre, le roi arbitre en faveur de l’évêque de Bâle et en juillet 1262, à la suite de sa défaite à la bataille de Hausbergen, Walter de Geroldseck s’engage à lui céder également le château, alors déjà achevé. Ce n’est cependant qu’en 1271 que les droits sont effectivement transférés à l’évêché bâlois, et seulement en échange du paiement de six cents marcs d’argent.
À partir de cette date, le château est occupé par un prévôt (Vogt) dépendant directement de l’évêque de Bâle. Cependant, en 1287, la ville de Munster et les villages avoisinants, réunis sous le nom de « Communauté du val Saint-Grégoire », obtiennent de l’empereur l’immédiateté impériale, plaçant la moitié supérieure de la vallée sous l’autorité directe de l’empereur et faisant de ce fait perdre au château l’essentiel de sa raison d’être. Signe de cette perte d’intérêt, le château sert alors de gage aux évêques de Bâle, par exemple en 1309 pour une dette due au chapitre de Colmar. À partir de 1341, le château est confié à la garde de la famille Münch de Landskron (de), jusqu’à l’extinction de celle-ci en 1396,. Pendant quelques années, le château fait alors l’objet d’un conflit entre l’évêché de Bâle et le roi Wenceslas, qui essaie de se l’approprier en le donnant en fief à l’un de ses fidèles. L’entreprise échoue toutefois et le château reste en possession de l’évêché.
Décrit comme étant « quelque peu délabré » en 1401, le château est alors transmis aux Beger de Geispolsheim, en échange de leur engagement à le remettre en état,. Hans Beger place le château sous la protection de Louis le Barbu en 1411, puis semble s’en être servi comme lieu de détention pour rançonner des prisonniers. Pendant le siècle qui suit, les Beger sont régulièrement en conflit avec leurs voisins, notamment l’abbaye de Munster, concernant les délimitations des terres dépendantes du château et des droits qu’ils y possèdent. Entre 1496 et 1500, Jacob Beger fait réaliser de coûteux travaux de modernisation du château, visant notamment à améliorer la défense contre les canons,.

### Époques moderne et contemporaine
Après l'extinction de la famille des Beger en 1532, l’évêque de Bâle remet le château à l’écuyer Pierre Scher, qui s’en sert à son tour pour rançonner des prisonniers. Cette activité amène les troupes impériales à prendre d’assaut le château en 1638 pour libérer les otages qui s’y trouvent. Les Scher peuvent toutefois récupérer ultérieurement le château, qui est mis en vente en 1605 après la mort de Pierre Scher. À cette date, l’édifice est déjà décrépi, mais reste la résidence du prévôt de Munster jusqu’en 1636 au plus tard,.
Peu de temps, après, vers 1638, l’évêque de Bâle prévoit de remettre le château en état grâce au produit des amendes infligé aux Munstériens qui coupent du bois illégalement sur son domaine du Schwarzenberg. On ne sait pas si des travaux ont effectivement eu lieu, mais il est en revanche établi qu’il est équipé de nombreux canons et arquebuses en 1655. C’est peut-être en raison de cette utilisation militaire que les Français le dynamitent vers 1673,. Ces événements n’empêchent toutefois pas le procureur général du Conseil souverain d’Alsace Jean-François Gauthier, de recevoir le château en fief en 1678. Celui-ci le loue à partir de 1699 à la ville de Munster et aux habitants de Griesbach.
Décrit en 1704 comme étant presque totalement en ruines, le château et la montagne sont achetés par l’abbaye de Munster le 14 décembre 1725, puis les ruines sont vendues comme bien national en 1793. Les premiers acquéreurs sont deux habitants de Wintzenheim, Xavier Seitz et Philippe Baffrey. Ceux-ci le revendent en 1800 à André Frédéric Hartmann, qui l’intègre en tant que ruine romantique au sein d’un grand jardin anglais. Le château fait l’objet de quelques relevés en 1825 et 1837, ainsi que de travaux de consolidation dans la deuxième moitié du XIXe siècle,. Pendant la Première Guerre mondiale, les Allemands intègrent le château dans un système défensif constitué de nombreuses galeries, tranchées et blockhaus, dont le plus grand a été construit à l’intérieur même du château,.
Dans les années 1980, des bénévoles, réunis dans l’association « SOS Schwartzenbourg », tentent de sauvegarder la ruine en la dégageant de la végétation et en consolidant les maçonneries. L’association disparaît néanmoins au début des années quatre-vingt-dix. Le château fait l’objet d’un intérêt renouvelé au cours des années 2010. Le château est dégagé de la végétation qui l’envahissait et des études débutent en 2016. Celle-ci comprennent un lever topographique et une modélisation 3D du site réalisés par l’INSA de Strasbourg, ainsi qu’un diagnostic de l’état sanitaire réalisé entre 2019 et 2020. À l’issue de cette étude, le maire de Stosswihr adresse en février 2020 à la DRAC Grand-Est une demande de classement des ruines au titre des monuments historiques.

## Architecture

### Disposition générale et matériaux
Le château est composé d’un noyau, correspondant pour l’essentiel à la première campagne de construction de 1261, doublé d’une enceinte secondaire formant basse-cour. Les restes du noyau castral forment un pentagone convexe irrégulier pointant vers le nord. Les côtés ouest, est et nord de ce pentagone sont constitués par une enceinte épaisse de 1,7 à 2 m, qui a toutefois en grande partie disparue dans la moitié nord. Au sud, côté le plus vulnérable, s’élèvent aux angles deux tours rondes reliées par mur-bouclier,.
Le creusement du fossé a constitué la principale source de matériaux pour le chantier, les ruines subsistantes employant exclusivement du granite prélevé directement sur place. Les éléments conservés sont généralement d’une exécution assez peu soignée, avec des moellons à peine dégrossis et un mortier de mauvaise qualité, ce qui a joué un rôle non négligeable dans la dégradation rapide du château.

### Côté sud

#### Tours

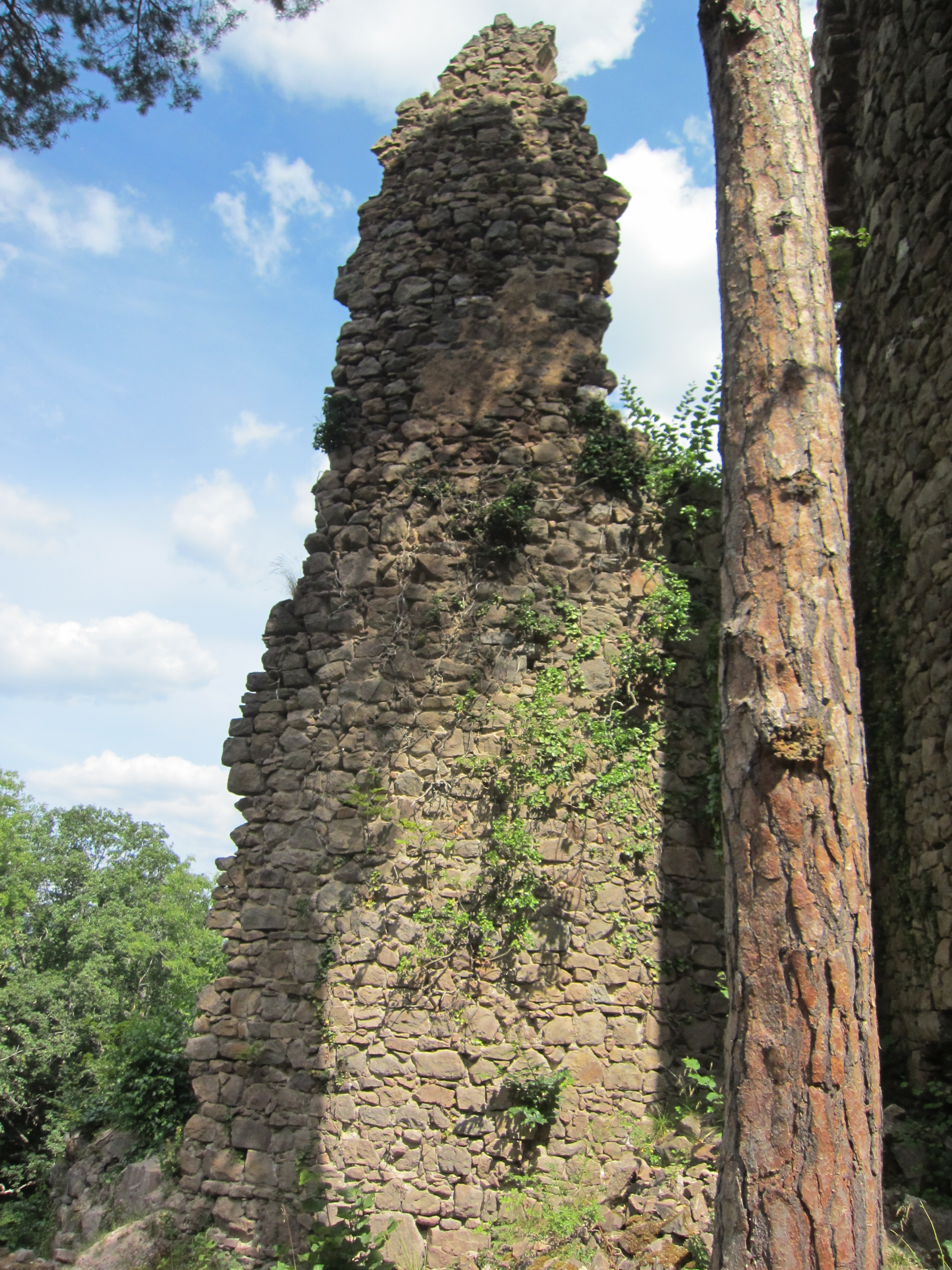
Les restes de la tour sud-ouest.

Les tours du côté sud sont au début du XXIe siècle presque totalement ruinées, celle située à l’angle sud-est n’étant plus visible en élévation, tandis qu’il ne subsiste qu’un étroit pan de mur de celle du sud-ouest. Il est toutefois possible de déterminer à partir de photographies du XIXe siècle qu’elles étaient toutes les deux éclairées dans leur partie basse par un jour donnant sur la cour du château. La tour sud-ouest comportait au premier niveau une chapelle consacrée à sainte Anne, dont la construction lors de la réfection de 1496 a nécessité de réduire l’épaisseur des murs de la tour. Cette opération forme une curieuse contradiction avec le reste des travaux de cette campagne, dont le but était à l’inverse de renforcer les murailles. Des peintures murales représentant un ange, une sainte et un roi étaient encore visibles au XIXe siècle. Elles ont disparu depuis, mais sont connues par un relevé détaillé effectué par le peintre Henri Lebert en 1825,,.

#### Mur-bouclier

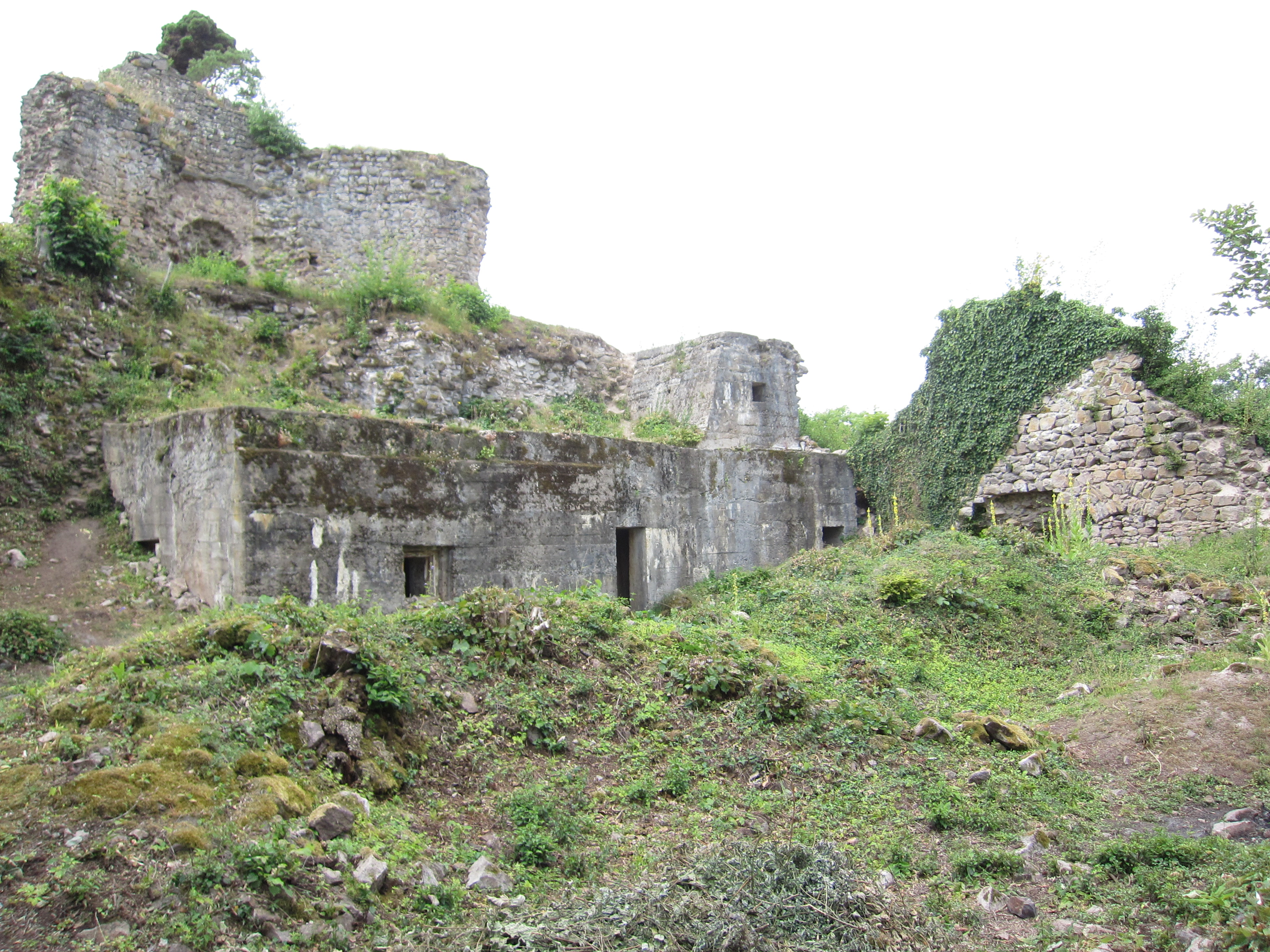
Le côté intérieur sud du château vu depuis l’emplacement du logis. La surépaisseur du mur est bien visible au-dessus de la casemate.

Le mur-bouclier est de forme convexe et est constitué dans sa largeur de deux parties distinctes : une couche extérieure, d’environ 2,7 m à la base, correspond au mur de 1261 ; celui-ci a ensuite été doublé par le comblement d’une partie de la cour lors de la campagne de 1496, afin d’atteindre une épaisseur d’environ 8 m. L’ajout de cette surcouche a également concerné, dans des proportions légèrement moindres, le mur est de la cour. Le but de cet élargissement est non seulement de rendre le mur plus résistant aux tirs de canons, mais également de transformer le niveau supérieur en une vaste terrasse d’artillerie.

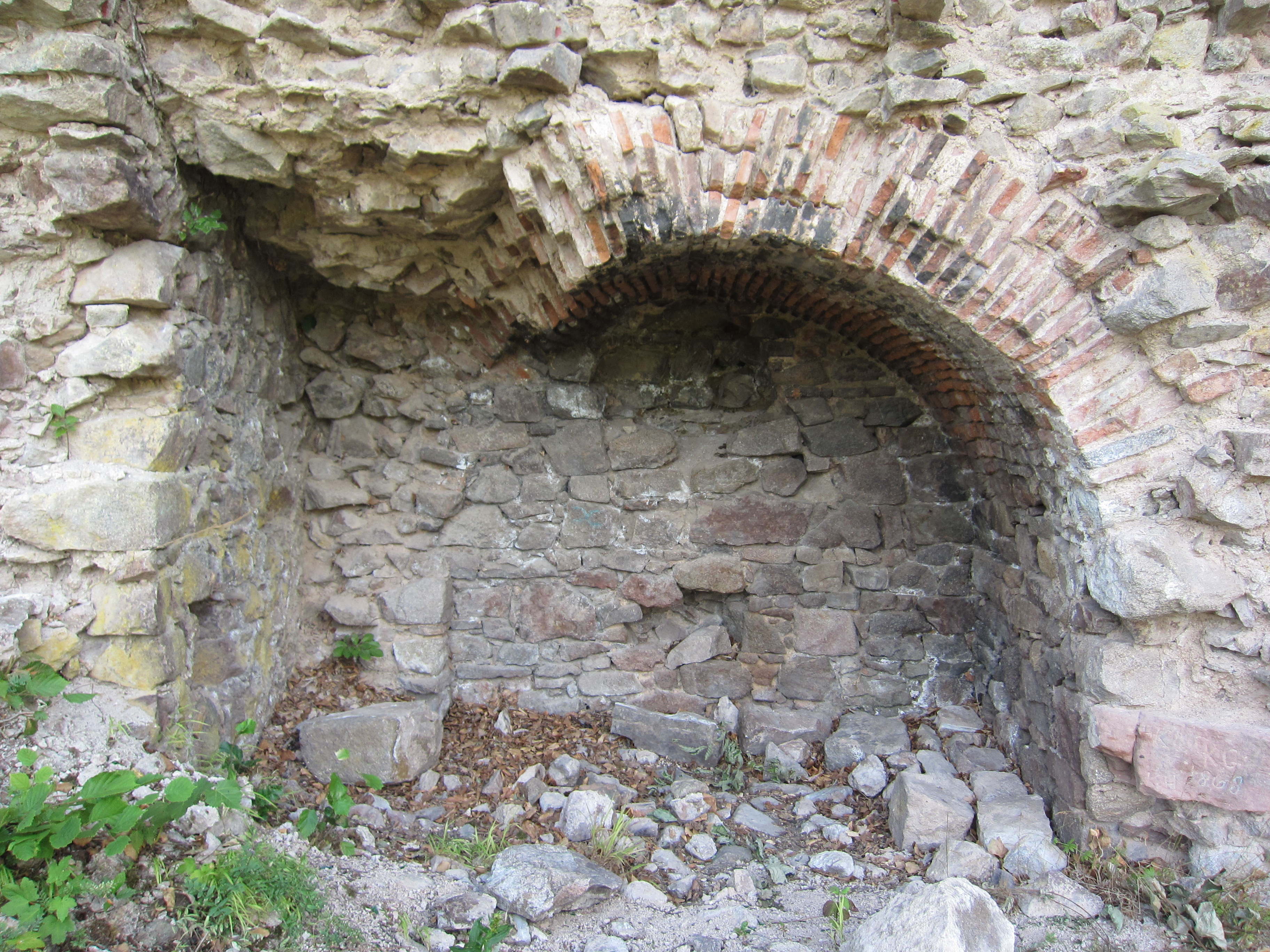
Niche voûtée creusée dans le mur est.

La surcouche a été garnie lors de sa construction de deux renfoncements voûtés en briques  : un est situé à la jonction entre le mur est de la cour et celui du logis, tandis que le deuxième, détruit par les aménagements de la Première Guerre mondiale, se trouvait dans le mur sud. La fonction initiale de ces niches n’est pas déterminée : ne comportant aucune ouverture vers l’extérieur, il ne peut s’agit de postes de tir, de cheminées ou de fenêtres. En revanche, la fonction d’une troisième niche du même type située dans l’angle sud-est est plus clairement établie : elle abritait probablement un canon battant les approches du château de ce côté. À une date postérieure indéterminée, le mur qui la fermait a été détruit, la transformant — volontairement ou non — en un passage de la cour vers les fausses braies.
Seuls deux niveaux d’élévation sont aujourd’hui conservés sur une hauteur d’environ 8 m à partir du niveau de la cour, mais les photographies anciennes montrent qu’il en comportait un troisième, percés de trois meurtrières. Le deuxième niveau comporte également une meurtrière, qui a été transformée au XVe siècle en canonnière, avec une voûte en brique similaire à celle des niches du premier niveau, mais ayant la particularité d’être surmonté d’un petit conduit permettant d’évacuer la fumée générée lors des tirs.

#### Fausses braies
La défense du noyau du côté sud est augmentée par la présence de fausses braies. Celles-ci forment une terrasse entourant le noyau côté sud. La datation de ces fausse braies est controversée : Salch considère qu’elles datent du XIVe siècle, tandis que Bernhard Metz les rattache à la campagne de 1261, étant donné leur conception assez simple, similaire à celles du château du Landsberg.

### Logis et enceinte nord
Le logis occupait la partie nord du pentagone et était adossé à l’enceinte. Il n’en subsiste que les amorces du mur donnant sur la cour, celle située à l’est montrant toutefois les restes d’une porte donnant vraisemblablement sur la cave. La section nord de l’enceinte a été fortement modifiée lors des travaux de 1496, avec notamment l’ajout d’une tour en fer à cheval à la pointe du pentagone et le renforcement du mur, qui a été consolidé et épaissi par endroits.
L’angle nord-est semble avoir été fortement remanié dans la deuxième moitié du XIXe siècle ou au début du XXe siècle, de sorte que ça forme d’origine reste hypothétique. Un relevé effectué par un géomètre en 1837 fait apparaître à cet emplacement une forme partiellement circulaire qui pourrait être une tour. La représentation d’une ruine disposant d’une tour à chaque angle sur une tenture des manufactures Hartmann est en outre identifiée par Charles-Laurent Salch comme étant le Schwarzenberg et accréditerait l’hypothèse de l’existence d’une grosse tour dans l’angle nord-est. Cette théorie n’est toutefois pas reprise, ni même mentionnée, par Thomas Biller et Bernhard Metz.

### Portes et accès

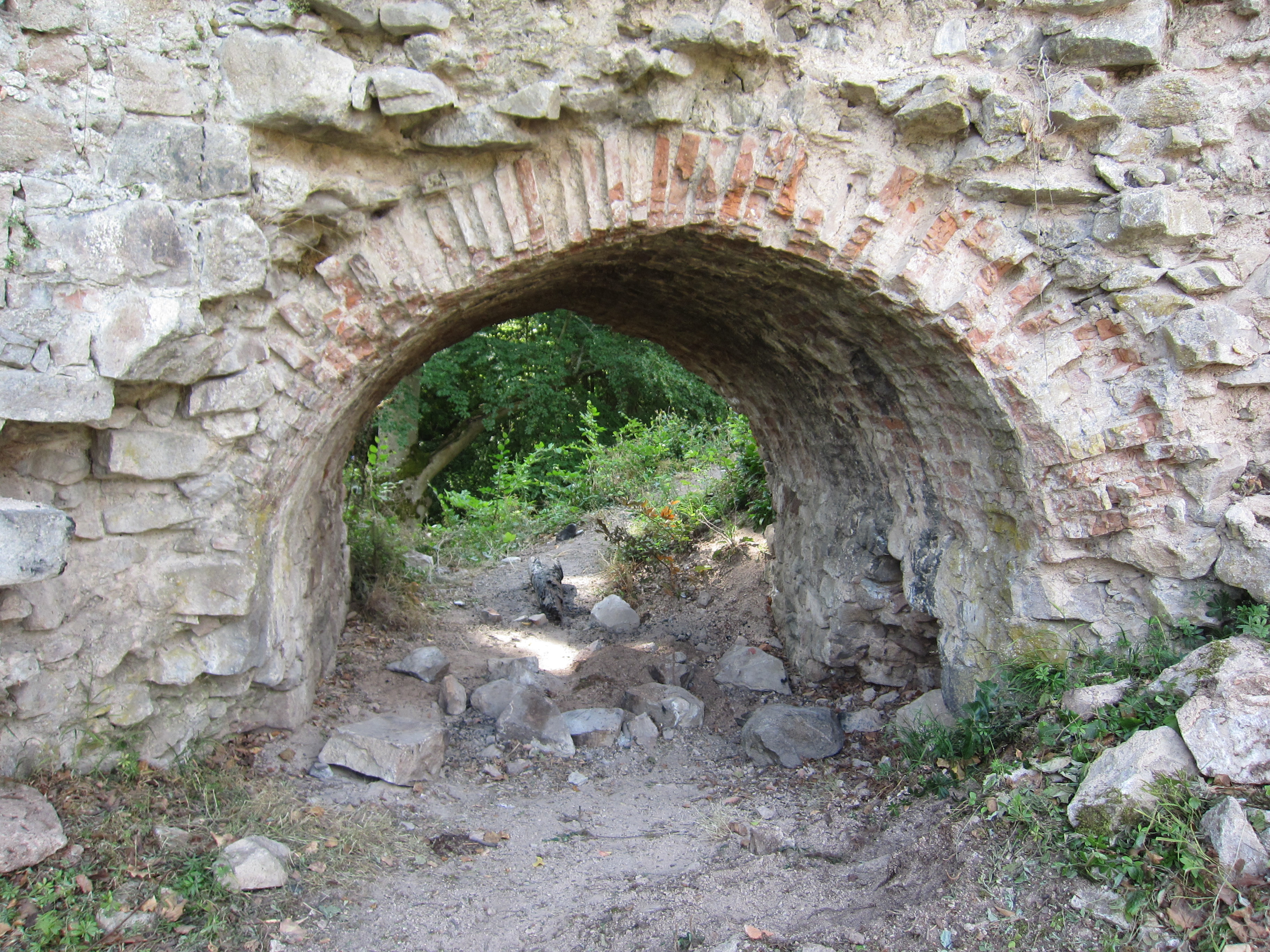
Ancienne canonnière servant désormais de passage vers les fausses braies.

À l’époque contemporaine, l’accès se fait à travers l’enceinte à l’est de la tour nord ou par l’ancienne canonnière située dans l’angle sud-est de la cour. Cette dernière ouverture a d’ailleurs été interprétée au XIXe siècle, à tort, comme étant l’entrée d’origine du château, parti pris visible dans certaines illustrations romantiques réalisées à cette époque. Une telle disposition est néanmoins très improbable : premièrement l’étude du bâti montre que le mur du XIIIe siècle était plein à cet emplacement ; ensuite, il est peu vraisemblable que des bâtisseurs médiévaux ait choisis de placer une porte sur un angle de la muraille ; enfin, un tel emplacement aurait été assez dysfonctionnel, le cheminement par les fausses braies étant particulièrement étroit au pied des tours.
La porte médiévale se trouvait ainsi plus probablement sur l’enceinte ouest, directement au pied de la tour sud-ouest qui la couvrait. Bien que cette zone ait été grandement bouleversée par la construction de la casemate pendant la Première Guerre mondiale, une gravure du XIXe siècle et les quelques restes conservés permettent de voir que les fausses braies supportaient à cet emplacement un petit réduit fortifié ouvrant vers l’extérieur au nord et vers la cour du château à l’est.

### Enceinte extérieure et basse-cour
La protection du noyau est augmentée à l’ouest et au nord par une enceinte extérieure située environ vingt mètres en contrebas, sur une étroite terrasse intermédiaire formant basse-cour. Son état de dégradation très avancé ne permet pas de la dater avec précision, bien qu’il soit probable qu’elle fasse partie de la construction initiale. Son tracé exact demeure également incertain, l’emplacement de la porte restant notamment inconnu. Il est néanmoins établi que l’une de ses extrémité se trouvait dans la zone située au pied de la tour sud-ouest et qu’elle faisait ensuite le tour du noyau jusqu’à rejoindre celui-ci dans son angle nord-est. Elle comportait également une tour en fer à cheval au nord et un bâtiment de nature indéterminée lui était adossé dans l’angle nord-est.